# 吉川寛司
吉川 寛司（きっかわ ひろし、8月8日 - ）は、日本の男性声優。劇団アルターエゴ所属。島根県出身。

## 出演作品

### テレビアニメ
2000年
- 遊☆戯☆王デュエルモンスターズ（河豚田〈2代目〉、医師、炎の剣士、アナウンサー、セルゲイ・イヴァノフ、黒服、役人、マリクの手下D）

2002年
- 真・女神転生Dチルドレン ライト&ダーク（ジコクテン、バロン 他）
- テニスの王子様（洲本）
- 満月をさがして（宮田、助監督 他）
- ホイッスル!（辰巳良平、渡辺達也）

2003年
- GUNSLINGER GIRL（トンマーソ）

2004年
- Get Ride! アムドライバー（幹部）
- こちら葛飾区亀有公園前派出所（社員、副署長、インド人、美食家、マーチ）
- スクールランブル（引越業者）

2005年
- ジパング（みらい乗組員）

### OVA
2004年
- テイルズ オブ ファンタジア THE ANIMATION（エルフの見張り）

### ドラマCD
2001年
- アニメ店長 オリジナルドラマCD「最白3-トレブラン トロワ-沈黙の即売会」（男性参加者）